# Castedo (Torre de Moncorvo)
Castedo ist eine Gemeinde (Freguesia) im portugiesischen Kreis Torre de Moncorvo. In ihr leben 180 Einwohner (Stand 19. April 2021).